# Ischnomela gracillima
Ischnomela gracillima är en insektsart som beskrevs av Max Beier 1960. Ischnomela gracillima ingår i släktet Ischnomela och familjen vårtbitare. Inga underarter finns listade i Catalogue of Life.